# Taifa de Dénia

A Taifa de Dénia entre 1015 e 1050

A Taifa de Dénia foi uma taifa do Alandalus cuja capital foi a cidade de Dénia (Valência). Apareceu em 1010, após a fragmentação do Califado de Córdova no final do século X e início do XI. Em 1076, foi conquistada pela Taifa de Saragoça.

## História

### Mujaide Almuafaque
A Taifa de Dénia (al-Dàniyya) foi criada em 1010, após a desintegração do Califado de Córdova, pelo eslavo muito arabizado Mujaide Alamiri Almuafaque à frente de um grupo de afetos a Almançor, dando lugar à dinastia reinante em Dénia: os Amíridas. Mujaide foi um alto funcionário público do tempo do califado amírida, que possuía conhecimentos profundos de filologia árabe.
Em 1011, converteu-se na primeira taifa em cunhar moeda, numa fábrica de moeda própria na atual Elda, embora passe fazer legítima a sua dinastia, reconheceu formalmente a um dos califas omíadas em litígio durante a fitna de Alandalus, Abedalá Almuaiti, a quem acolheu em Dénia até ser expulso em 1016.
O reino muçulmano de Dénia era pequeno, incluía algumas comarcas muito férteis e cidades entre as que se encontrava Bairén, Orba, Altea, Callosa, Sagra, Cocentaina e Bocairent.
Em 1015, no comando de uma poderosa frota naval, ficou com as Baleares e dali empreendeu a conquista da ilha de Sardenha —com cento vinte naves e mil soldados segundo notícias de Ibne Alcatibe—, sobre a qual manteve soberania durante um ano (1015-1016). O verão de 1016 o Papa Bento VIII convocou as frotas de Pisa e Génova, que reconquistaram Sardenha e fizeram prisioneiros a mulher e o príncipe herdeiro de Mujaide, Ali Icbal Adaulá, que não pôde ser resgatado até 1032. Durante os anos seguintes, a sua esquadra com base em Dénia e com apoio nos fundeadoiros das Baleares, realizou diversas incursões nas costas de Génova, Pisa, a Toscana e Lombardia.
Após este episódio mediterrâneo, Mujaide de Dénia aproveitou a morte dos dois co-regentes da Taifa de Valência, Mubaraque e Almuzafar, para obter a parte sul de Valência durante dois anos até 1020, ficando o norte da rica taifa em mãos do rei eslavo da Taifa de Tortosa Labibe. No final da década de 1020 apoiou a rebelião de ibne Catabe contra ibne Tair de Múrcia. Já no trono de Valência Abdalazize ibne Amir, entrou em confrontos constantes com ele, tomando as praças de Múrcia, Lorca, Orihuela e Elche, e estendendo o seu reino até o rio Segura, até fazer as pazes com Valência com a mediação de Solimão ibne Hude da Taifa de Saragoça, em 1041.
Mujahid acolheu a importantes intelectuais, sobretudo escritores e ulemas, que fugiam dos conflitos cordoveses, onde o próprio Mujaide se educara como eslavo ao serviço da corte de Almançor.
O grande poeta ibne Darraje, que parou na corte de Mujaide de 1028 até a sua morte em 1030, elogiou o poderio marítimo de Mujaide:
| “ | Naves que são como esferas celestes e onde os seus arqueiros/ são estrelas, armadas de ponta em branco./ Cruzas com elas os abismos do mar,/ e as suas ondas fatigam-se pelo peso estonteante. | ” |

### Ali Icbal Adaulá
Após a morte de Mujaide Almuafaque em 1045, faz-se cargo do poder o seu filho primogênito Ali Icbal Adaulá, nascido de mãe cristã. Soube manter o legado do seu pai durante trinta e um anos, iniciando um período de paz e de bonança econômica, fundamentada na importante frota comercial que Dénia reunira.
Em 1050, o governador da Taifa de Maiorca Abedalá ibne Aglabe começou nestas ilhas uma política de autonomia respeito de Dénia, que conservou apenas os seus territórios peninsulares, território que compreendia à conquista por parte de Amade Almoctadir de Saragoça de 1076, enquanto a Taifa de Maiorca empreendeu uma existência independente até os almorávidas conseguir em 1116 conquistá-la.
Sua corte, e a do seu antecessor, foi refúgio de sábios, intelectuais e poetas, e destacadamente, de gramáticos, como o lexicógrafo ibne Sidá, o filólogo corânico ad-Dana ou o vizir e destacado prosista Abu Amir ibne Garcia. Todos eles cultivaram a poesia, como era habitual nos homens de letras do Alandalus. Mas o poeta árabe deniense mais destacado foi ibne Alabana (h. 1045-1113), que desenvolveu o seu trabalho poético em louvor da corte hudida da taifa de Saragoça, na Sevilha de Almutâmide e na taifa de Maiorca.
Tem sido destacada, assim mesmo, a sua tolerância para com os moçárabes, talvez porque a sua própria mãe foi cristã. Em 1058 concedeu um privilégio pelo qual incluía aos moçárabes dos seus reinos de Dénia e Maiorca dentro da jurisdição do episcopado de Barcelona, doando em perpetuidade todas as igrejas das Baleares e de Dénia à catedral da Santa Cruz e Santa Eulália de Barcelona e ao bispo barcelonês Gilaberto.

### Conquista pela taifa de Saragoça
O reino Taifa de Dénia foi conquistado pelo rei Amade Almoctadir em 1076, tornando-se parte da Taifa de Saragoça. Os territórios insulares formaram a Taifa de Maiorca.